# Deep learning super sampling
Deep Learning Super Sampling (DLSS) – rodzina opracowanych przez firmę Nvidia technologii ulepszania i zwiększania rozdzielczości obrazu opartych na uczeniu maszynowym w czasie rzeczywistym, które obsługują wyłącznie karty graficzne z linii RTX i są dostępne w określonych grach wideo. Celem tych technologii jest generowanie obrazu w niższej rozdzielczości w celu zwiększenia wydajności, a następnie uzyskanie na tej podstawie obrazu o wyższej rozdzielczości, który zawiera ten sam poziom szczegółów, jak gdyby obraz był renderowany w tej wyższej rozdzielczości. Pozwala to na uzyskanie wyższych ustawień graficznych i/lub liczby klatek na sekundę dla danej rozdzielczości wyjściowej, w zależności od preferencji użytkownika.
Od maja 2022 roku technologia ta jest dostępna tylko w kartach graficznych z serii GeForce RTX 20 i GeForce RTX 30 opartych na mikroarchitekturze Turing i Ampere, funkcję tę posiada również seria GeForce RTX 40 oparta na mikroarchitekturze Ada Lovelace – informacje na ten temat wyciekły w wyniku kradzieży danych przez grupę hakerską Lapsus$. NVIDIA wprowadziła również technologię Deep Learning Dynamic Super Resolution (DLDSR), przeciwną technologię, w której grafika jest renderowana w wyższej rozdzielczości, a następnie zmniejszana do natywnej rozdzielczości ekranu przy użyciu algorytmu wspomaganego przez sztuczną inteligencję, aby uzyskać wyższą jakość obrazu niż renderowanie w natywnej rozdzielczości.

## Historia
Nvidia reklamowała DLSS jako kluczową funkcję kart z serii GeForce RTX 20, gdy te zadebiutowały we wrześniu 2018 roku. W tym czasie wyniki były ograniczone do kilku gier wideo (mianowicie Battlefield V i Metro Exodus), ponieważ algorytm musiał być trenowany specjalnie na każdej grze, na której został zastosowany, a wyniki zwykle nie były tak dobre, jak prostsze metody zwiększania rozdzielczości.
W 2019 roku gra wideo Control na premierę obsługiwała technologię ray tracing i ulepszoną wersją DLSS, która nie wykorzystywała rdzeni Tensor.
W kwietniu 2020 roku Nvidia zareklamowała i dostarczyła ulepszoną wersję DLSS nazwaną DLSS 2.0 wraz ze sterownikami w wersji 445.75. DLSS 2.0 był dostępny dla kilku istniejących gier, w tym Control i Wolfenstein: Youngblood, a później zostałby dodany do nowo wydanych gier i silników gier, takich jak Unreal Engine i Unity. Tym razem Nvidia powiedziała, że ponownie wykorzystała rdzenie Tensor, a SI nie musiała być szkolona specjalnie na każdej grze. Pomimo dzielenia nazwy DLSS, dwie wersje technologii różnią się znacząco i nie są kompatybilne wstecz.
W październiku 2022 roku, wraz z premierą nowych kart graficznych zadebiutowała wersja DLSS 3.0. Najnowsza edycja dostępna jest wyłącznie na PC z kartami GeForce RTX 4000. Oferuje kilkudziesięcioprocentowy wzrost wydajności w grach w porównaniu do DLSS 2.0.

### Historia wydań
| Wydanie                    | Data wydania  | Najważniejsze informacje |
| -------------------------- | ------------- | --- |
| 1.0                        | Luty 2019     | Pierwsza wersja, wykorzystująca SI i specjalnie przeszkolona pod kątem niektórych gier, w tym Battlefield V i Metro Exodus |
| „1.9” (nieoficjalna nazwa) | Sierpień 2019 | Wersja DLSS 1.0, która wykorzystuje sztuczną inteligencję przystosowaną do uruchamiania na rdzeniach shaderów CUDA zamiast na rdzeniach tensorowych, specjalnie przystosowana do gry Control                                                                                                  |
| 2.0 (druga iteracja)       | Kwiecień 2020 | Druga wersja 2.0, ponownie wykorzystująca rdzenie Tensor i trenowana ogólnie |
| 3.0                        | Wrzesień 2022 | DLSS 3.0 wprowadza technologie Generowania Klatek, w którym sztuczna inteligencja generuje klatkę pomiędzy innymi klatkami generowanymi przez kartę graficzną. DLSS 3.0 jest dostępne tylko w kartach Nvidii z serii RTX 40                                                                   |
| 3.5                        | Wrzesień 2023 | Dodaje rekonstrukcję promieni, zastępując wiele algorytmów odszumiania jednym modelem sztucznej inteligencji wytrenowanym na ponad pięciokrotnie większej ilości danych niż przy DLSS 3.0. Ta technologia również została ograniczona tylko dla kart Nvidia serii RTX 40                      |
| 4.0                        | Styczeń 2025  | DLSS 4.0 dodaje m.in. Generowanie Wielu Klatek ekskluzywnie dla serii RTX 50. Wersja ta wprowadza także ulepszenia dla Generowania Klatek dla serii RTX 40 i 50, oraz ulepszone funkcje dla wszystkich serii RTX, takie jak: "DLSS Ray Reconstruction", "DLSS Super Resolution", oraz "DLAA". |

### Ustawienia jakości
| Ustawienia jakości            | Współczynnik skalowania | Skala renderowania |
| ----------------------------- | ----------------------- | ------------------ |
| Jakość                        | 1.50x                   | 66,6%              |
| Zrównoważony                  | 1.72x                   | 58,0%              |
| Wydajność                     | 2.00x                   | 50,0%              |
| Ultra wydajność od wersji 2.1 | 3.00x                   | 33,3%              |